# Charlie Simpson

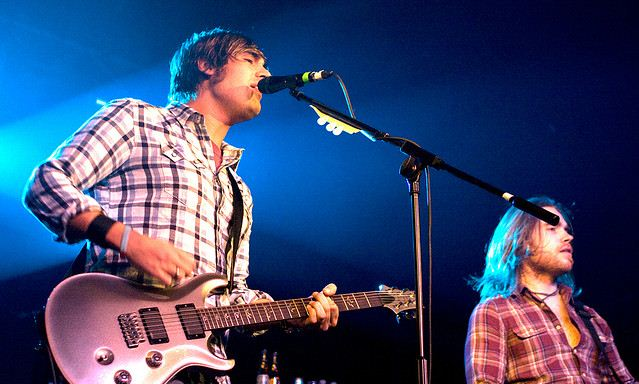
Charlie Simpson

Charlie Robert Simpson est un chanteur et musicien anglais, né le 7 juin 1985 à Woodbridge (Angleterre).
Il joue de la guitare, du piano, de la batterie et de la basse.
Il fut le plus jeune membre du groupe pop Busted et est désormais le chanteur et guitariste du groupe de rock alternatif Fightstar. Il a deux frères plus âgés, Will et Edd - Will est le chanteur et guitariste Brigade et Edd et est chanteur principal et guitariste dans un autre groupe, Union Sound Set. Il a une demi-sœur, Siham qui vit en France. Simpson a une famille très musicienne remontant à Sir William Sterndale Bennett (nom de jeune fille de la mère) en 1826 qui était un pianiste, chef d'orchestre et compositeur, un image remarquable dans la vie musicale de son époque[1].
Simpson a fréquenté l'école publique Brandeston Hall Preparatory School et du Collège dans le Suffolk Framlingham avant de terminer ses études à Uppingham, à partir de laquelle il a obtenu une bourse d'études de théâtre. Il quitte l'école après son GCSE examens. Il a obtenu un A * pour son GCSE musique, et, pour sa prestation dans l'examen, il a choisi de jouer "Miss You Love" de Silverchair Neon Ballroom de l'album. Cette école a également été suivi par Harry Judd, Ed Lamb, Stephen Fry, Johnny Vaughan, et Elliot Minor membres [2]. Il joue de la guitare, piano, batterie et basse, et chante le chant. Dans Busted il a fait la voix baryton, en plus de James et Matt's voix de ténor. Dans Fightstar, il a changé son apparence, de manière à ne plus être identifié comme le « kid de Busted ». Son style allant de la voix profonde de baryton et de haute falsettos.
En novembre 2015, Simpson est revenu dans le groupe Busted, rejoignant Matt et James à nouveau. Ils ont sorti en 2016 l'album Night Driver, tentant un retour rock/électro puis un retour aux sources rock, pop et punk en 2019 avec leur 4ème album, intitulé Half Way There.

## Musique
Charlie a répondu à une annonce de Willis et Bourne dans le magazine NME en 2001. Busted était composé de Charlie sur la guitare principale et parfois la batterie, Matt Willis à la basse et Bourne guitare rythmique, tous les trois chantant. Ils ont gagné la première place du Guinness World Record de vente à Londres Wembley Arena six nuits de suite et la réalisation de 4 UK Number Ones. 
Charlie forme Fightstar à la fin de 2003. Simpson a été au centre des opinions de la part des médias et les supporters, allant de vives critiques à l'éloge et le respect. Une grande partie de son soutien est venue du Royaume-Uni, la plus grande vente hebdomadaire rock magazine Kerrang!, dans laquelle l'éditeur affirme que Paul Brannigan Fightstar le premier album complet Grand Unification est l'un des meilleurs albums de rock britannique de la dernière décennie. Fightstar ont également été nommés deux ans à la Kerrang! prix 'Best British Newcomer "et" Best British Band'. [3].
Simpson a été un membre à temps plein de Fightstar depuis 2005, et a publié un EP cinq pistes (They Liked You Better When You Were Dead) et deux albums, (Grand Unification et One Day Son, This Will All Be Yours). Le groupe de travail est maintenant sur un nouvel album à venir qui serait publié à la fin mars, début avril, appelées être humain. Simpson a fait une vaste tournée avec Fightstar au cours des trois dernières années et vient de signer sur Gut Records au Royaume-Uni et sur Trustkill Records aux États-Unis. Fightstar également la vedette de la deuxième étape à lui donner un nom en avril 2007.
Charlie a financé et mis en place un CD de compilation, The Suffolk explosion qui a été libéré par les groupes du label Sandwich Leg Records. Il a présenté un certain nombre de groupes non signés de la maison de Charlie comté de Suffolk, y compris la Brigade et Prego, ainsi que d'une piste en solo acoustique écrite par lui-même appelé "Carry Sa '.
Simpson a également figuré comme chanteur invité sur les albums de groupes de metal britannique This Is Menace, Cry For Silence et pour aussi pour le seul organisme de bienfaisance pour Band Aid 20, tout en Busted.
Ses influences incluent Johnny Cash, Deftones, Silverchair, Biffy Clyro, Mono et Sigur Rós.